# Giuseppe Moscato
Giuseppe Moscato, detto Peppino (Reggio Calabria, 11 settembre 1921 – Reggio Calabria, 14 ottobre 1987), è stato un giornalista e scrittore italiano.

## Biografia
Giuseppe Moscato nasce a Gallina, paesino nei pressi di Reggio Calabria, nel 1921 da Filippo e Giuseppina Jaria. Fin da giovane si interessò molto al giornalismo e negli anni in cui fu membro dell'Azione Cattolica Gallinese fondò un giornaletto satirico, "Il Pungiglione". La sua passione lo portò a diventare redattore del Corriere della Calabria, ma anche direttore del settimanale Il Gazzettino della Regione, dell'agenzia di stampa del comune di Reggio Calabria Roto San Giorgio e della rivista culturale Il Ragno; fu inoltre corrispondente e collaboratore di varie testate giornalistiche italiane, quali Il Tempo, Il Messaggero, Il Mattino, La Sicilia del Popolo, dell'agenzia Ansa ed altri. Diventò anche redattore capo del Corriere di Reggio, fu fondatore e direttore dell'ANID (Agenzia Nazionale Informazione e Documentazione) e del quindicinale Piccola Cronaca.
I suoi successi giornalistici e di scrittore gli hanno consentito di essere annoverato fra i più importanti studiosi della storia di Reggio Calabria e ciò gli ha consentito di entrare nell'Accademia Tiberina e dell'Istituto di Cultura Universitaria e degli Studi Superiori di Roma. Ebbe anche molti riconoscimenti, come quello dell'Unione Mondiale della Cultura (1973),  “a riconoscimento delle sue placate doti umane e della qualificata attività espletata nel campo delle lettere e nella certezza che il Suo apporto potrà essere determinante per il progresso della cultura nel mondo”. Le sue opere rispecchiano il suo amore per la sua città natale, poiché affermava che non si può amare la propria città senza conoscere la sua storia.
A Gallina è ricordato con l'intitolazione di un istituto comprensivo.

## Opere
- Le ricchezze del sottosuolo calabrese, (1965)
- La Calabria nella poesia di Ciccio Errigo, (1966)
- Tre Pontefici reggini, (1966)
- Gli arcivescovi di Reggio nella toponomastica cittadina, (1967)
- Nino Bertone Maestro e Educatore, (1969)
- La Calabria e i calabresi nella formazione del volgare, (1971)
- Attualità di Gioacchino da Fiore, (1975)
- I Consiglieri al Comune di Reggio dal 1946 al 1975 (1975)
- Lorenzo Calogero (1975)
- I Borbone, la Calabria e Reggio, (1976)
- Ritratto di Giulia, (1976)
- Locri e le sue Scuole, (1976)
- I Vescovi di Reggio sugli Altari, (1976)
- Luigi Miraglia, (1977)
- L'Antipapa calabrese, (1977)
- La stampa cattolica reggina e i suoi protagonisti (1862-1976), (1977)
- Amore e morte a Pasqua, (1977)
- Le divinità dell'antica Reggio, (1978)
- Le Scuole della Magna Grecia, (1978)
- I Pontefici calabresi, (1978)
- L'agonia del dialetto, (1980)
- I Sindaci di Reggio dal 1943 al 1984, (1984)
- Ambàtula ‘nci frischi! (in collaborazione con Luigi Aliquò), (1984)[2]
- Proverbi du fucularu (in coll. con Aliquò), postumo.